# Cannabaude
Cannabaude (latino Cannabaudes o Cannaban; Moldavia, 210-220 circa – Moldavia, 271) principe e condottiero della popolazione dei germani Goti della tribù dei Tervingi.

## Biografia

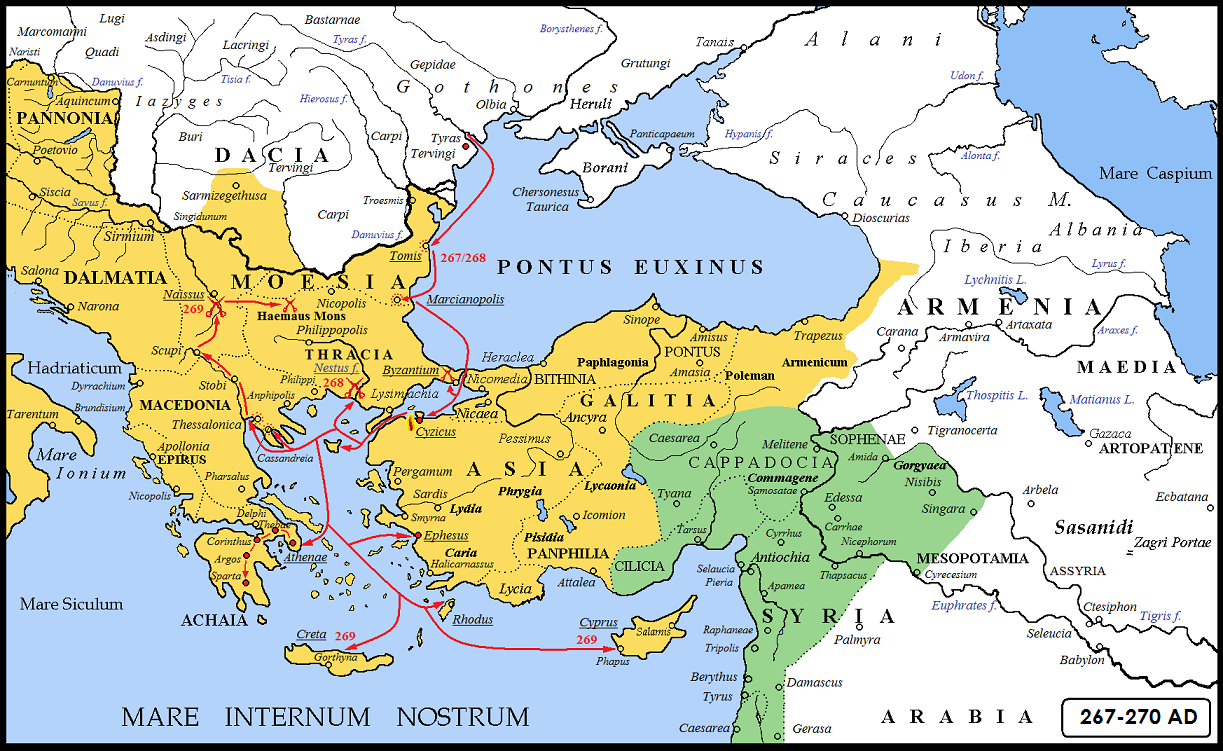
L'invasione dei Goti del 268-270 durante i regni di Gallieno e Claudio il Gotico. In colore verde il regno di Palmira della regina Zenobia e Vaballato. Una nuova invasione tornò a rompere gli equilibri del basso Danubio, anche l'anno successivo sotto l'imperatore Aureliano.

Conosciamo il nome di questo re dei Goti, poiché una volta terminata la campagna in Italia, l'imperatore romano Aureliano, nel dirigersi in Oriente per combattere la regina Zenobia del regno di Palmira, batté Goti e Carpi che gli muovevano contro in Tracia ed Illirico, per poi decidere di inseguirli fino nei loro territori. Aureliano, pertanto, attraversato il Danubio, riuscì nel corso del nuovo scontro, non solo a battere pesantemente le armate dei Goti, ma ad ucciderne il loro capo Cannabaude, che perì insieme a 5.000 dei suoi armati. Per questi successi il Senato gli conferì l'appellativo di Gothicus maximus. Si racconta che nel corso del trionfo celebrato pochi anni più tardi, al seguito dell'imperatore romano, oltre a Zenobia del regno di Palmira e di Tetrico dell'impero delle Gallie ci fosse anche il carro reale del re defunto, Cannabaudes.
Alcuni studiosi moderni identificano questo re dei Goti con lo stesso Cniva che, vent'anni prima era riuscito nell'impresa di battere ed uccidere l'imperatore romano Decio nel corso della battaglia di Abrittus del 251.

### Fonti primarie
- Historia Augusta, Aureliano.
- Giordane, Romana.

### Fonti secondarie
- (EN) Michel Grant, Gli imperatori romani, storia e segreti, Roma, 1984, ISBN 88-541-0202-4.
- (EN) Pat Southern, The Roman Empire: from Severus to Constantine, Londra & New York, 2001, ISBN 0-415-23944-3.
- (EN) Alaric Watson, Aurelian and the Third Century, Londra & New York, 1999, ISBN 0-415-30187-4.